# Lijst van personen overleden in april 2022
Dit is een lijst van bekende personen die zijn overleden in april 2022.

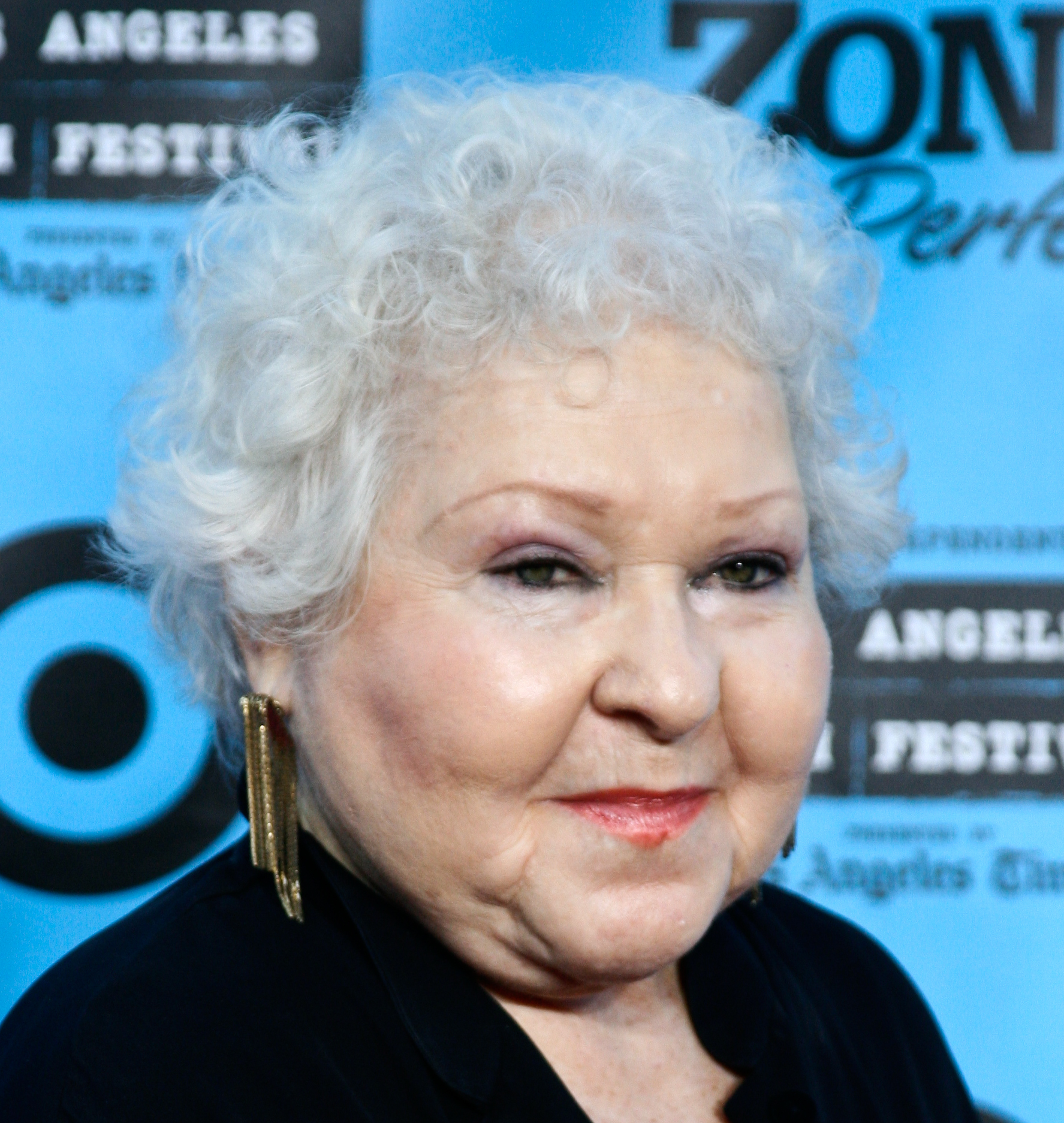
Estelle Harris
2 april

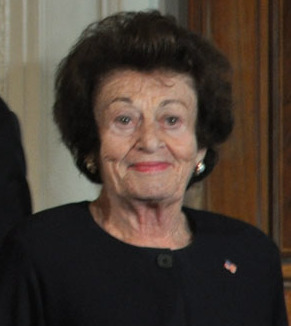
Gerda Weissmann Klein
3 april

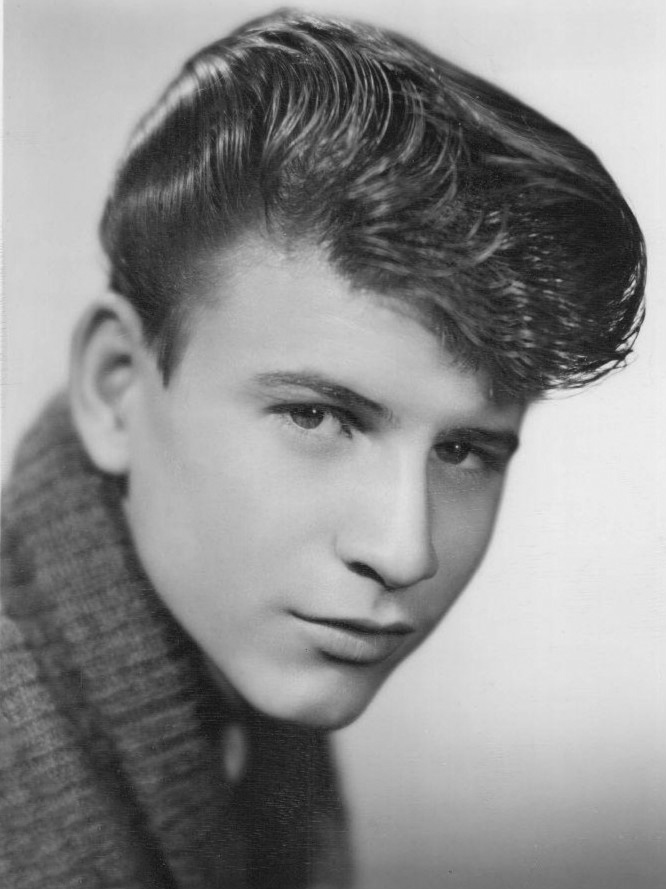
Bobby Rydell
5 april

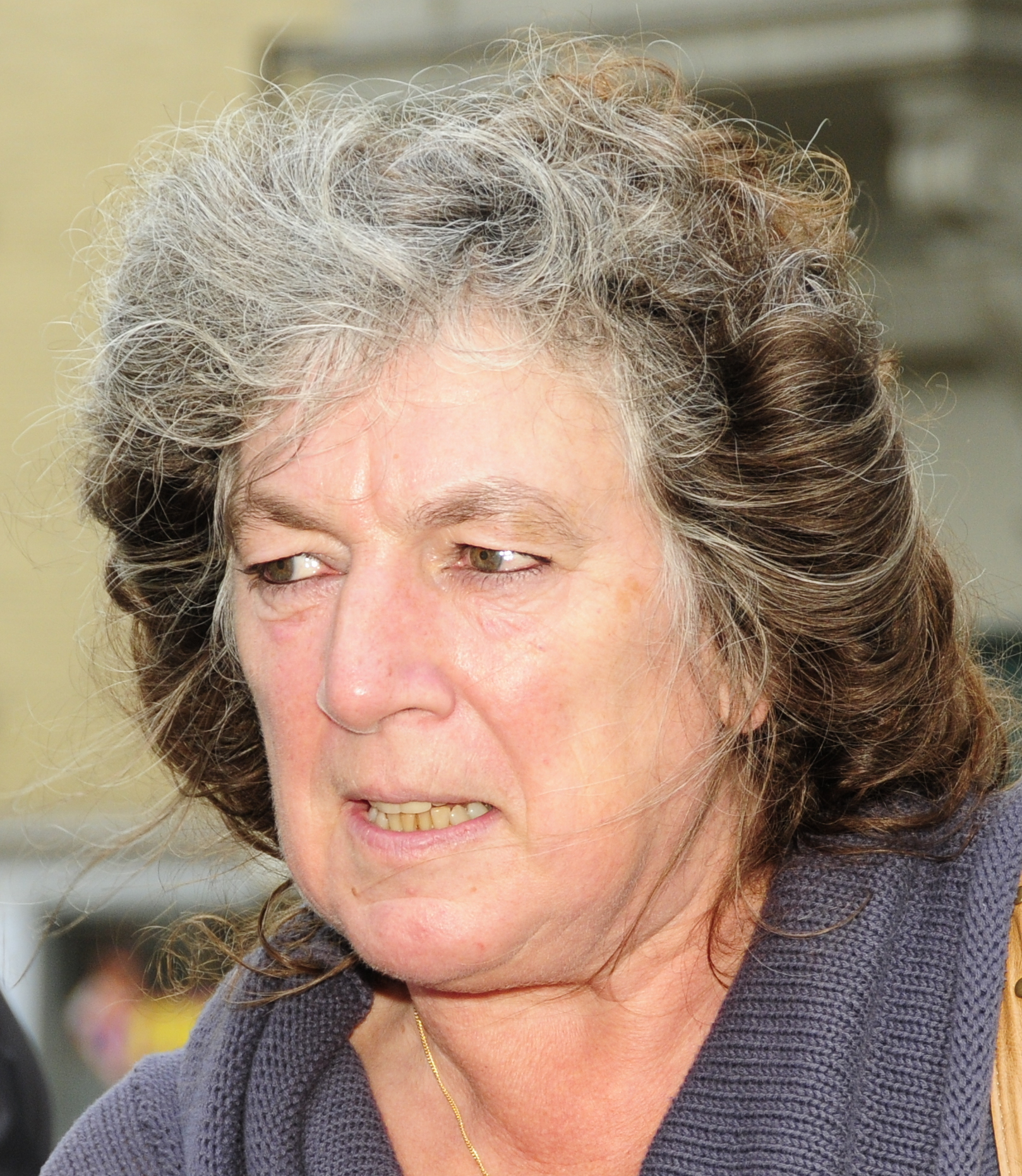
Reinhilde Decleir
6 april

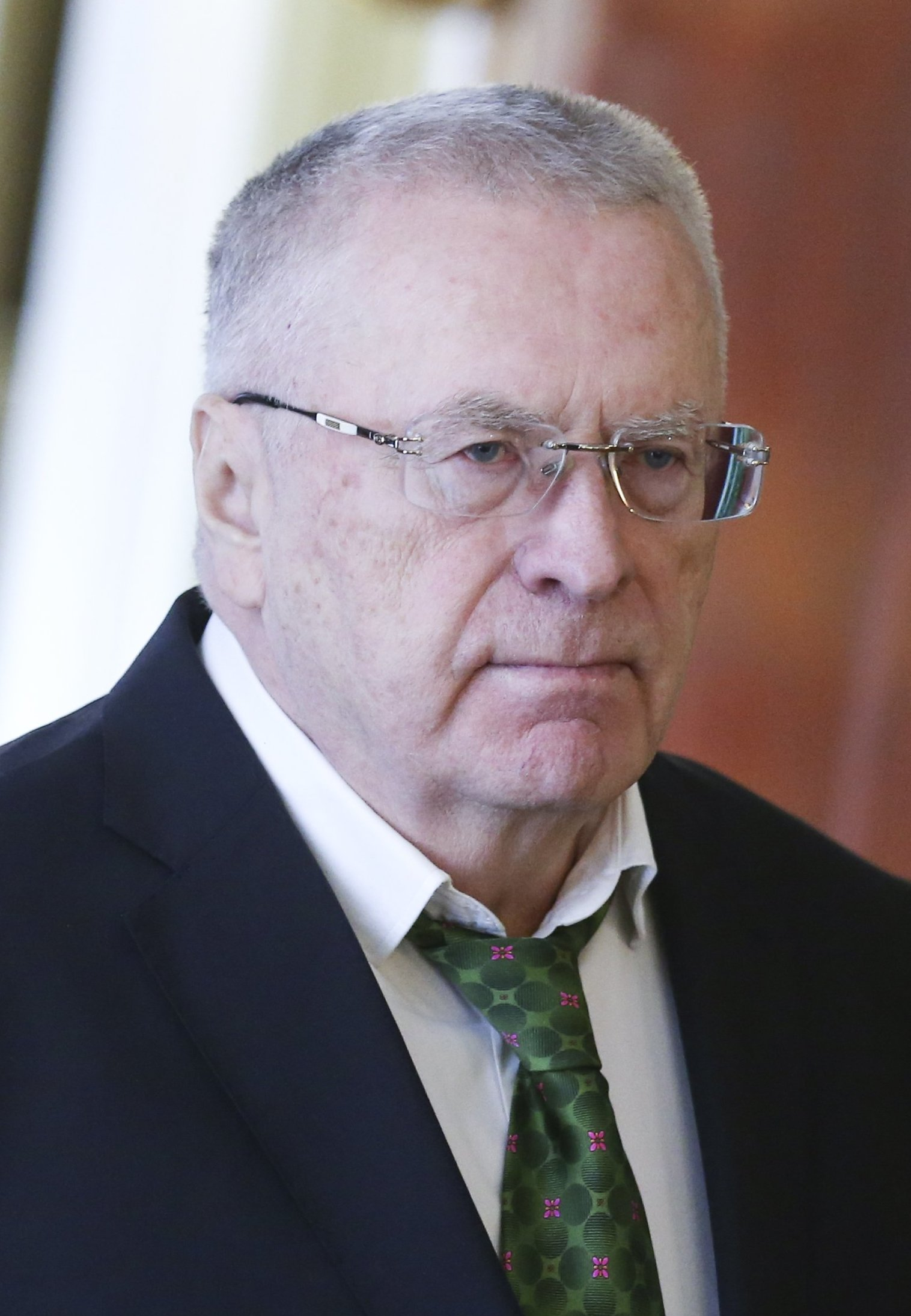
Vladimir Zjirinovski
6 april

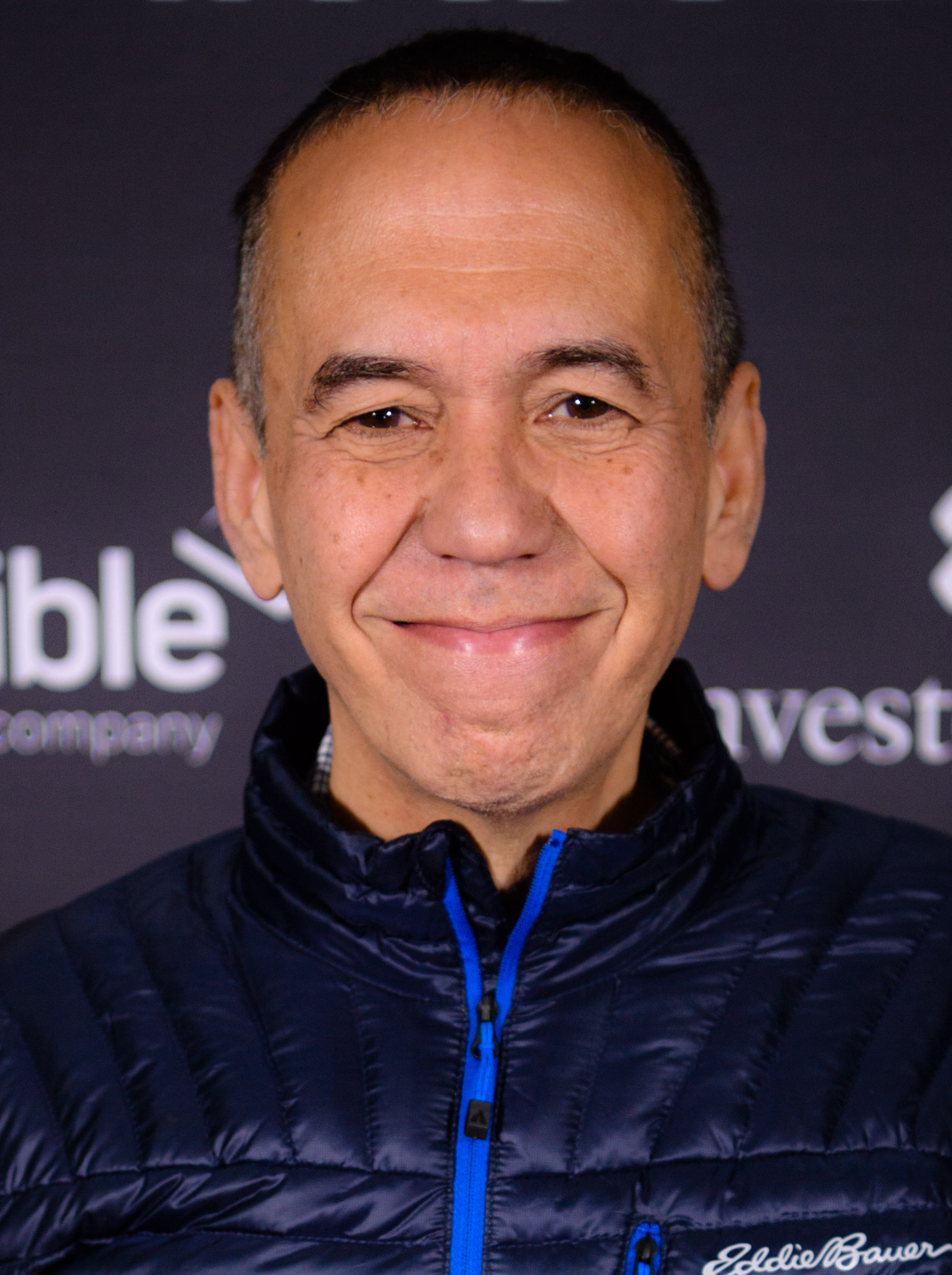
Gilbert Gottfried
12 april

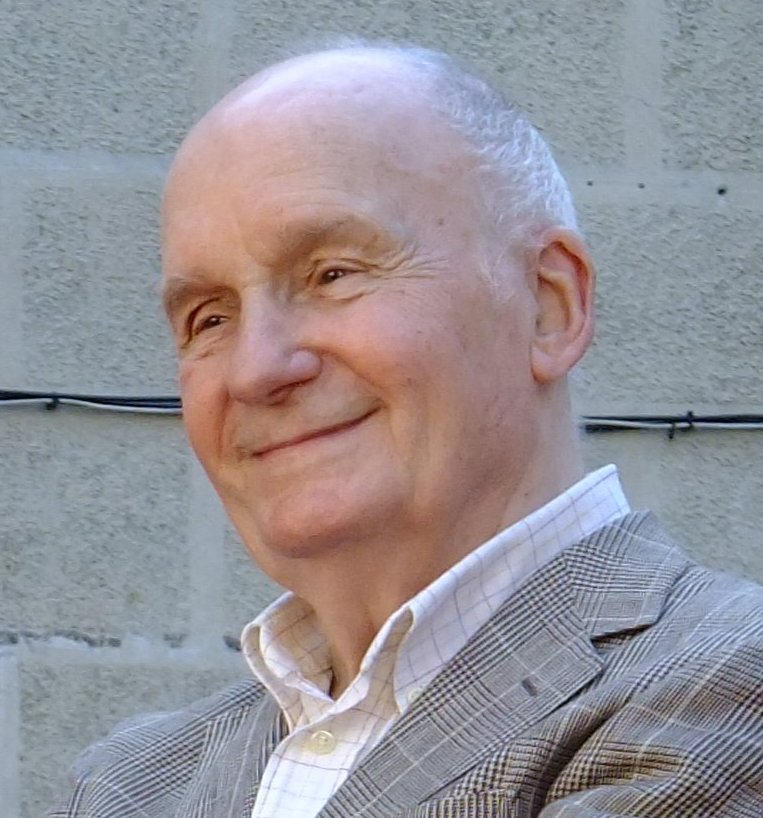
Michel Bouquet
13 april

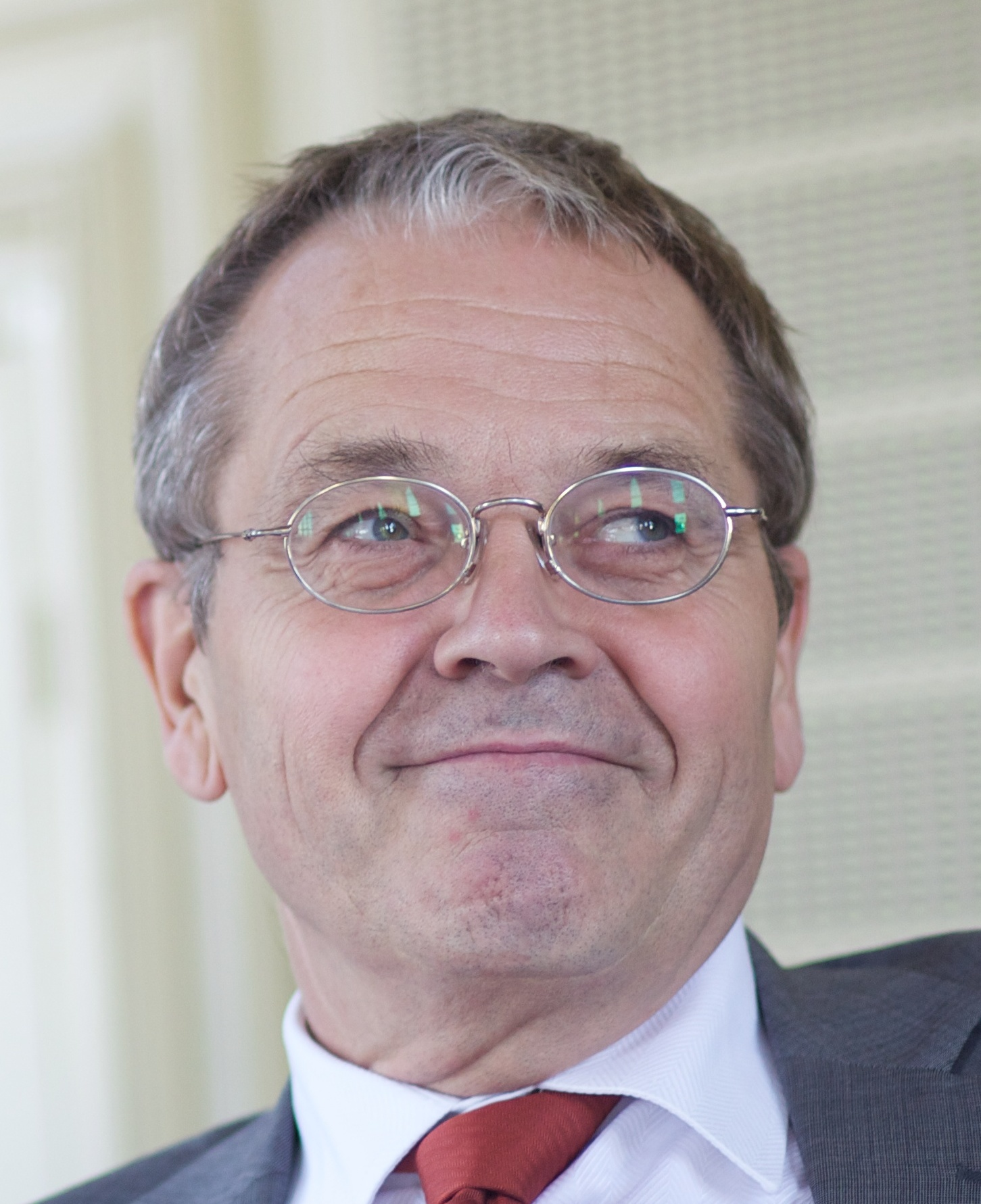
Alex Brenninkmeijer
14 april

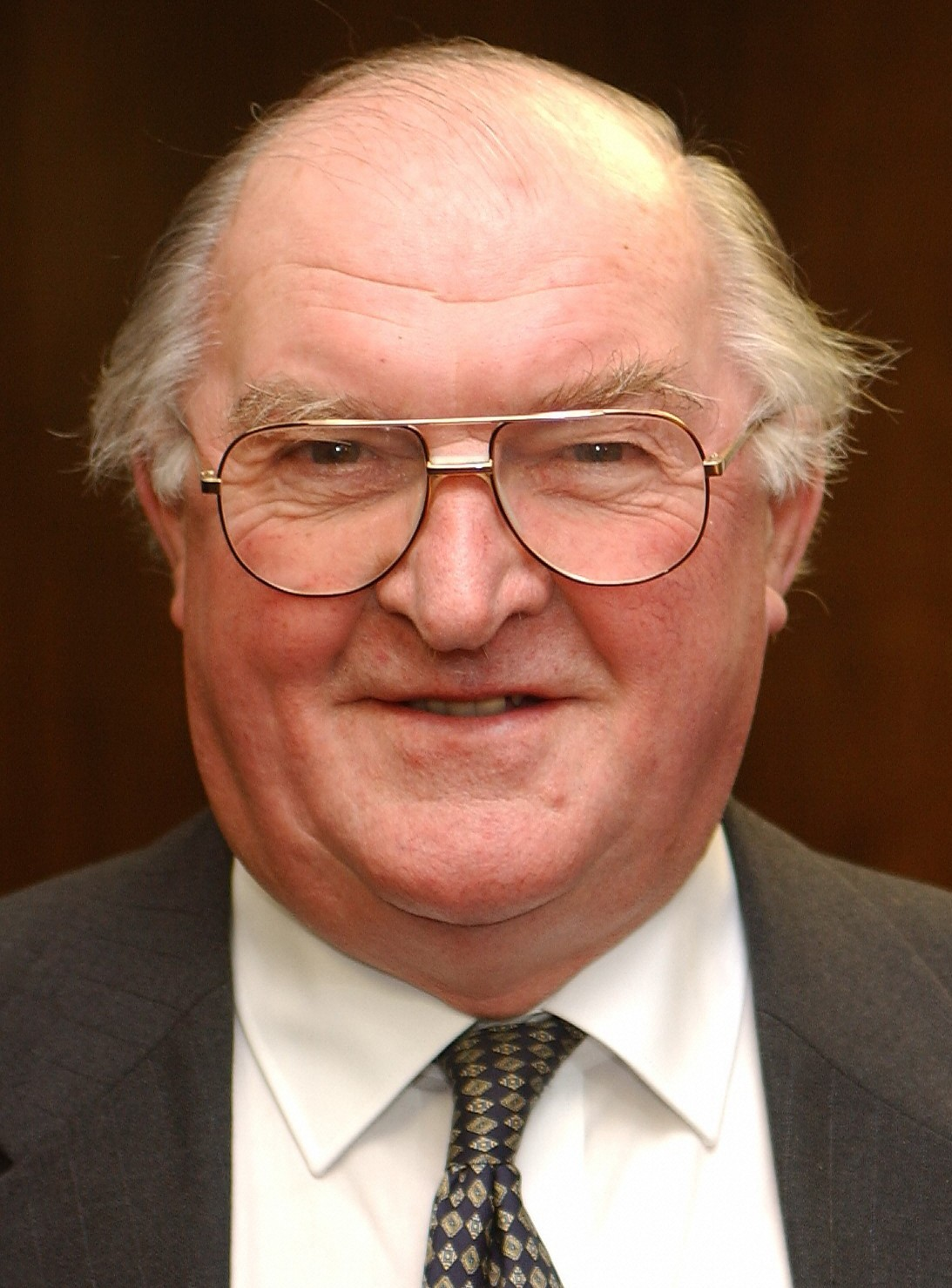
Charles Henry Plumb
15 april

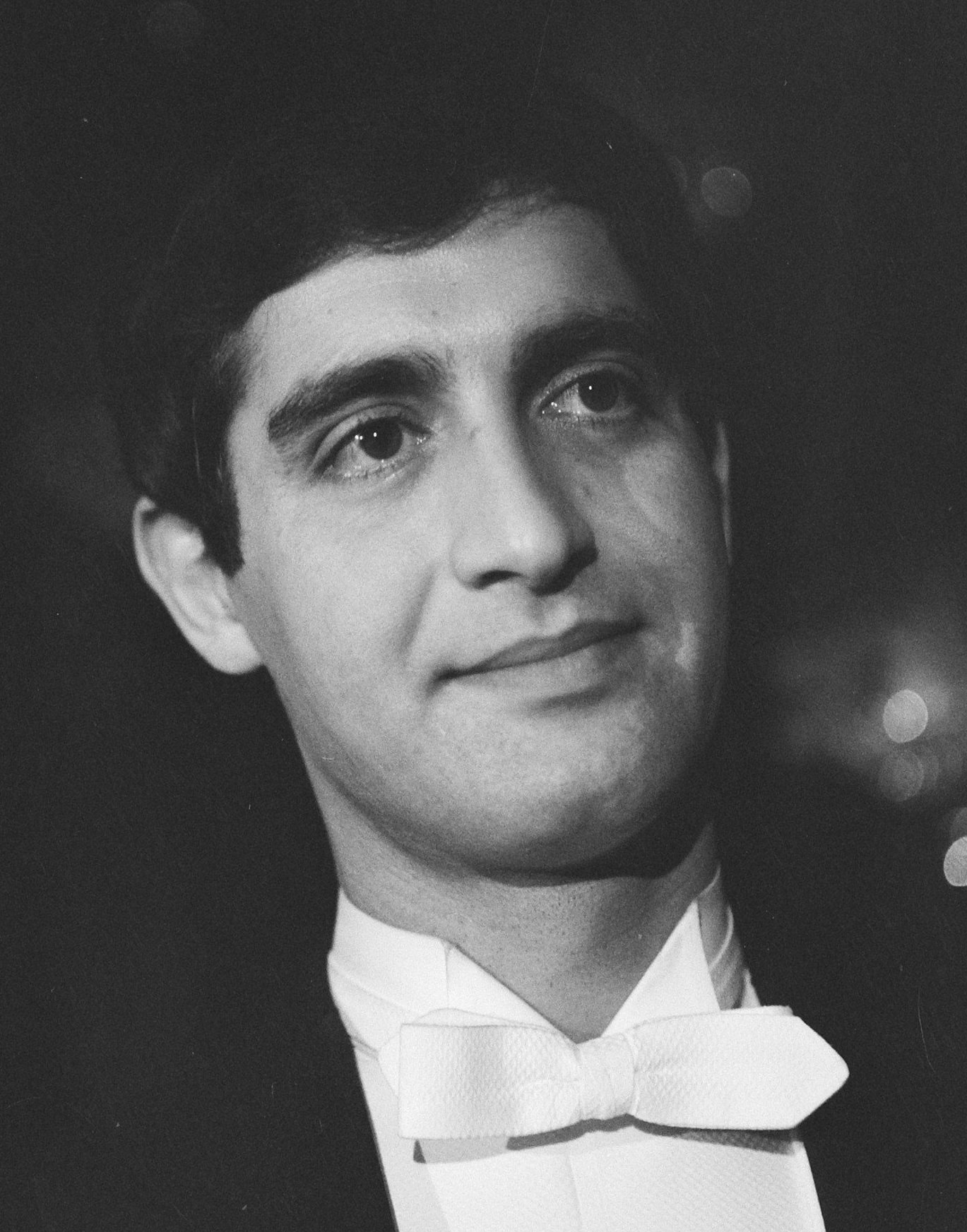
Polo de Haas
17 april

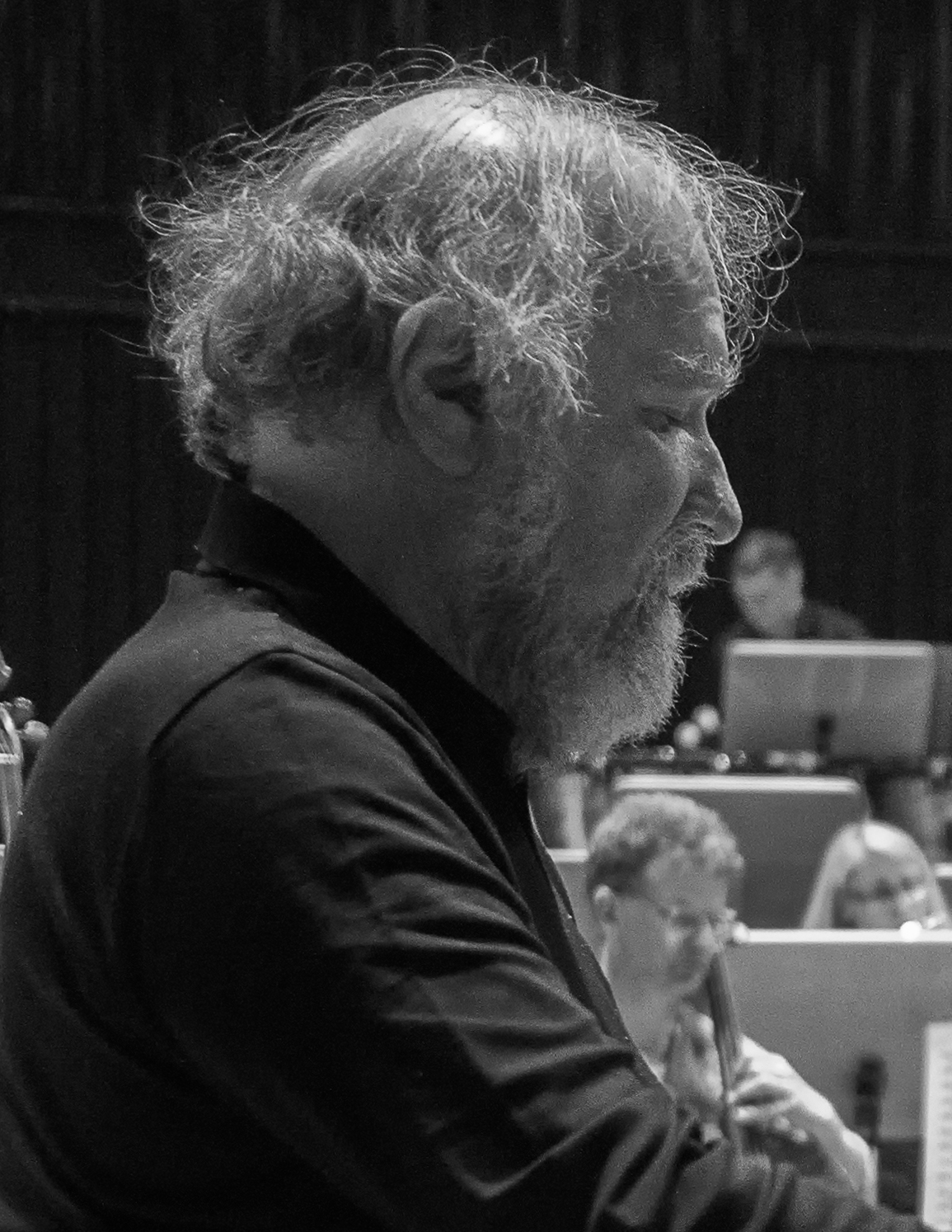
Radu Lupu
17 april

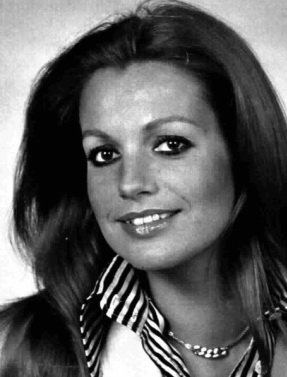
Catherine Spaak
17 april

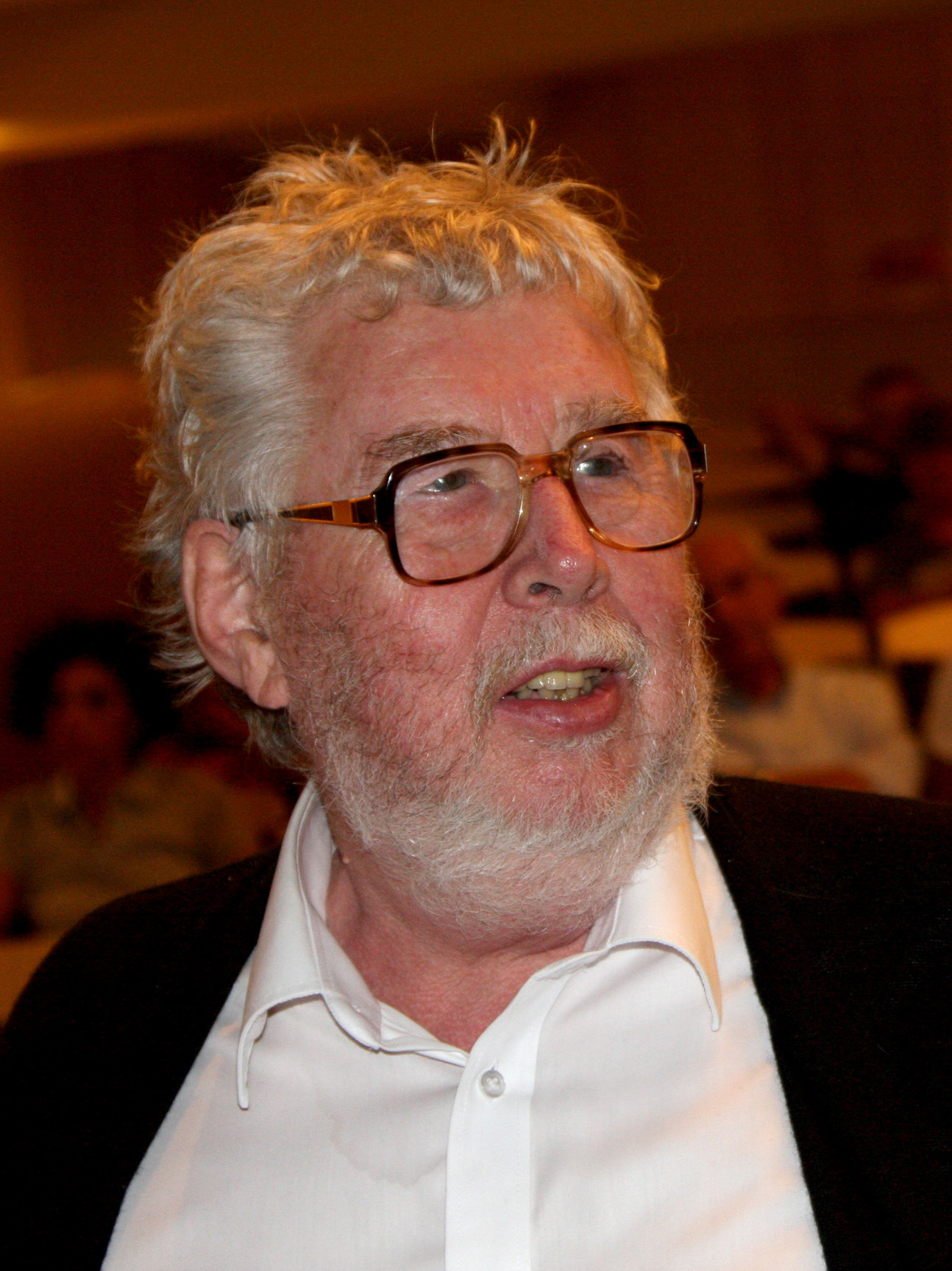
Harrison Birtwistle
18 april

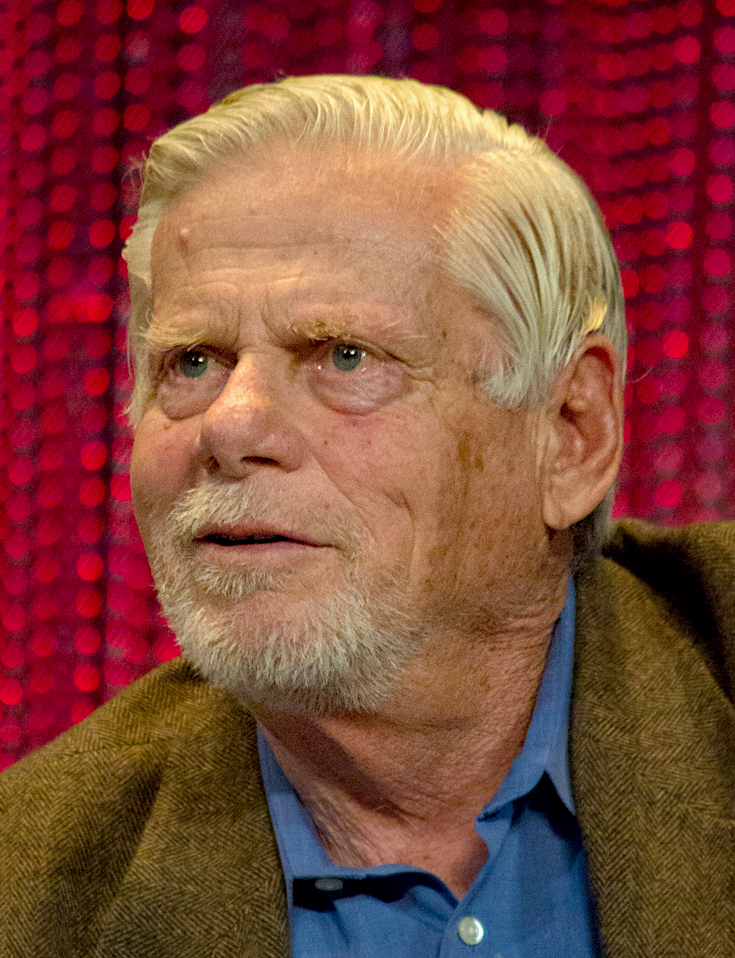
Robert Morse
20 april

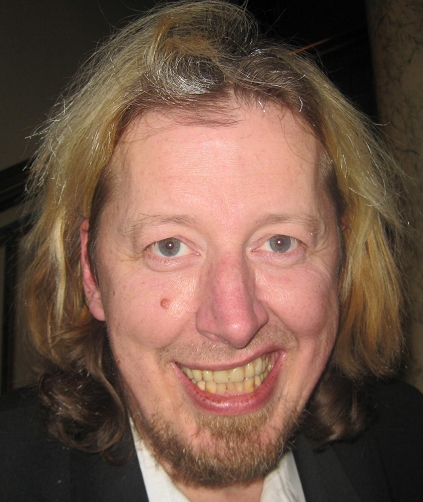
Jan Rot
22 april

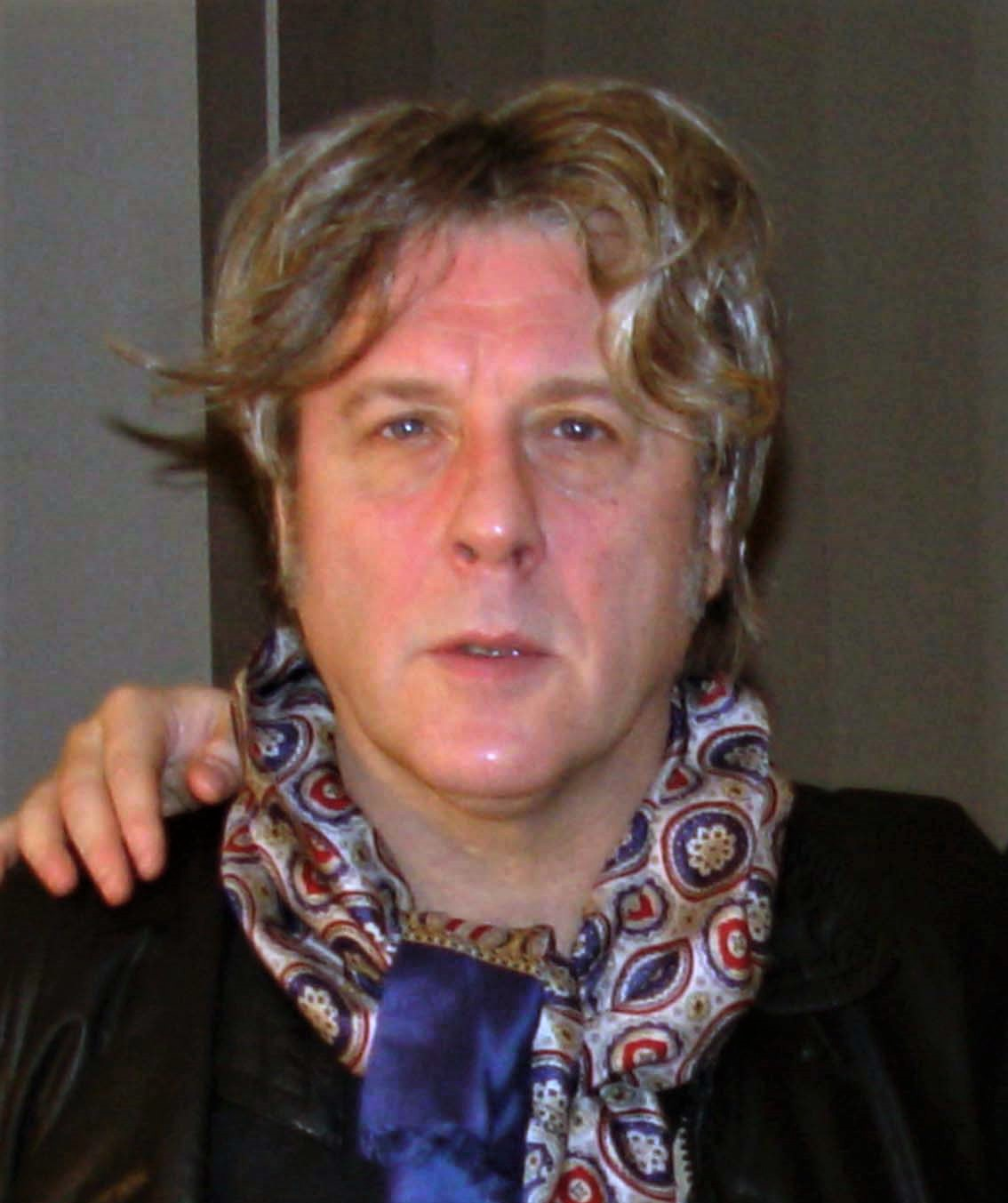
Arno Hintjens
23 april

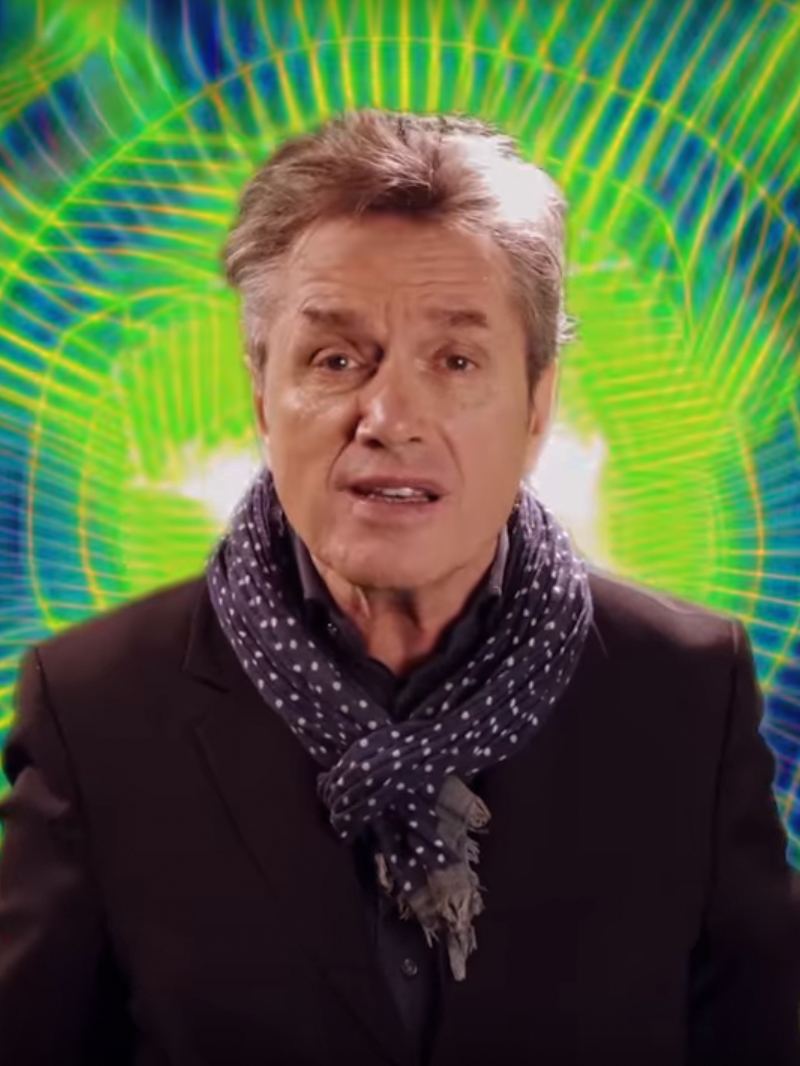
Henny Vrienten
25 april

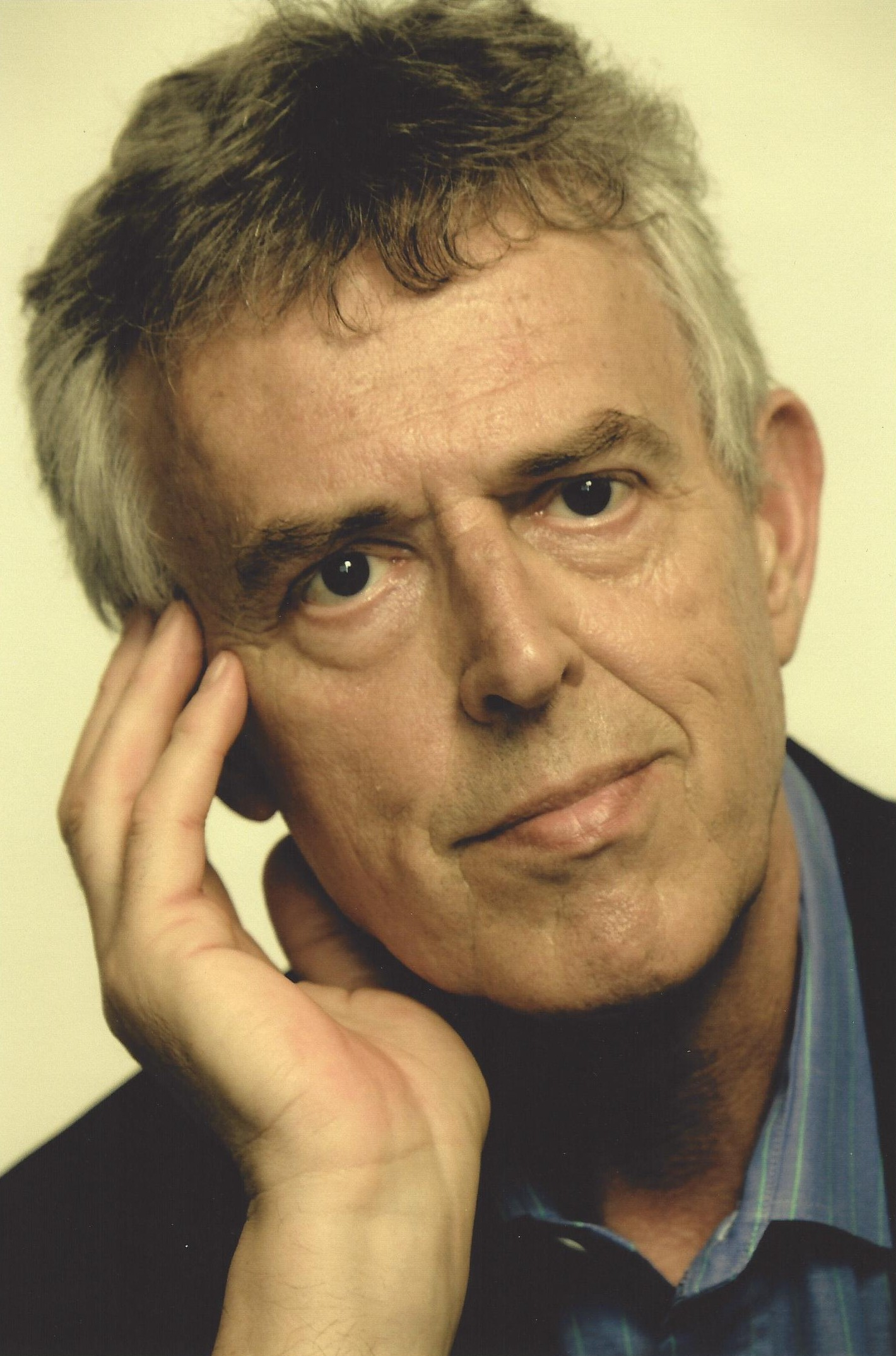
Meinard Kraak
30 april

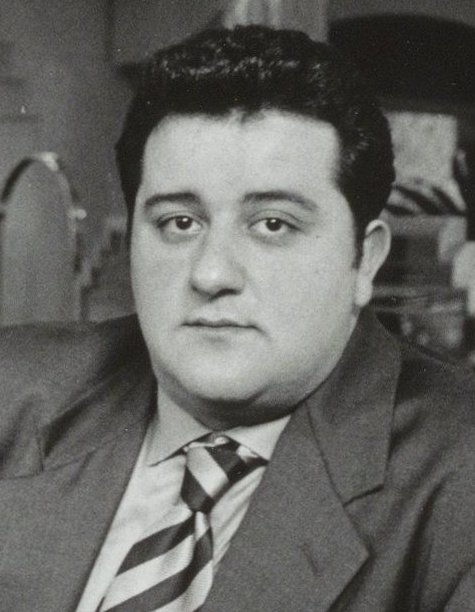
Mino Raiola
30 april

| 1 | 2 | 3 | 4 | 5 | 6 | 7 | 8 | 9 | 10 | 11 | 12 | 13 | 14 | 15 | 16 | 17 | 18 | 19 | 20 | 21 | 22 | 23 | 24 | 25 | 26 | 27 | 28 | 29 | 30 |
| - | - | - | - | - | - | - | - | - | -- | -- | -- | -- | -- | -- | -- | -- | -- | -- | -- | -- | -- | -- | -- | -- | -- | -- | -- | -- | -- |

### 1 april
- C.W. McCall (William Dale Fries) (93), Amerikaans countryzanger[1]

### 2 april
- Estelle Harris (93), Amerikaans actrice[2]
- Javier Imbroda (61), Spaans basketbalcoach en politicus[3]
- Silvio Longobucco (70), Italiaans voetballer[4]
- Leonel Sanchez (85), Chileens voetballer[5]
- Gerald Schreck (83), Amerikaans zeiler[6]
- Dirk van der Wal (75), Nederlands docent en wereldreiziger[7]

### 3 april
- June Brown (95), Brits actrice[8]
- Geert Eijgelaar (94), Nederlands politicus[9]
- Kasper Kardolus (85), Nederlands schermer[10]
- Pamela Rooke (66), Brits (punk)model en actrice[11]
- Gerda Weissmann Klein (97), Pools-Amerikaans schrijfster en mensenrechtenactiviste[12]

### 4 april
- Piet den Blanken (71), Nederlands fotograaf[13]
- Friedrich-Wilhelm Kiel (87), Duits politicus[14]
- Joe Messina (93), Amerikaans gitarist[15]
- Petar Skansi (78), Kroatisch basketbalspeler en -trainer[16]
- Klaas Leyen (80), Nederlands muziekproducent[17]

### 5 april
- Sidney Altman (82), Canadees moleculair bioloog en Nobelprijswinnaar[18]
- Ashok Bhalotra (79), Indiaas-Nederlands stedenbouwkundige[19]
- Stanisław Kowalski (111), Pools atleet en supereeuweling[20]
- Nehemiah Persoff (102), Israëlisch-Amerikaans acteur[21]
- Bobby Rydell (79), Amerikaans zanger en acteur[22]
- Paul Siebel (84), Amerikaans country- en folkgitarist en singer-songwriter[23]
- Bjarni Tryggvason (76), IJslands-Canadees ruimtevaarder[24]
- Eelco Visser (55), Nederlands informaticus en hoogleraar[25]
- Jimmy Wang Yu (79), Chinees acteur, regisseur en filmproducent[26]

### 6 april
- Rae Allen (95), Amerikaans actrice[27]
- Reinhilde Decleir (73), Belgisch actrice[28]
- Helen Golden (81), Nederlands zangeres[29]
- Jill Knight (98), Brits politica[30]
- John van de Rest (82), Nederlands televisieregisseur[31]
- Annie Servais-Thysen (88), Belgisch politica[32]
- Gerd Zimmermann (72), Duits voetballer[33]
- Vladimir Zjirinovski (75), Russisch politicus[34]

### 7 april
- Miguel Ángel Estrella (85), Frans-Argentijns pianist[35]
- Fujiko A. Fujio (Motoo Abiko) (88), Japans mangakunstenaar[36]
- Arliss Sturgulewski (94), Amerikaans politica[37]

### 8 april
- Uwe Bohm (60), Duits acteur[38]
- Con Cluskey (86), Iers muzikant[39]
- Henri Depireux (78), Belgisch voetballer[40]
- Roelof van Driesten (77), Nederlands dirigent en violist[41]
- Mimi Reinhardt (107), Oostenrijks secretaris en overlevende van de Holocaust[42][43]

### 9 april
- Chris Bailey (65), Australisch zanger[44]
- Michael Degen (90), Duits acteur[45]
- Michel Delebarre (75), Frans politicus[46]
- Chiara Frugoni (82), Italiaans historica[47]
- Dwayne Haskins (24), Amerikaans American-footballspeler[48]
- Henk Hermsen (84), Nederlands waterpolospeler[49]
- Jack Higgins (92), Brits schrijver[50]

### 10 april
- Bouke Beumer (87), Nederlands politicus[51]
- Philippe Boesmans (85), Belgisch componist[52]
- Hein van der Gaag (84), Nederlands jazz- en boogie-woogiepianist en componist[53]
- Jos Schreurs (87), Nederlands priester en politicus[54]

### 11 april
- Hans Junkermann (87), Duits wielrenner[55]
- Charnett Moffett (54), Amerikaans jazzmuzikant[56]

### 12 april
- Sonny Caldinez (89), Trinidadiaans acteur en professionele worstelaar[57]
- David Freel (64), Amerikaans rockgitarist en -zanger[58]
- Gilbert Gottfried (67), Amerikaans stand-upcomedian, acteur en stemacteur[59]
- Zvonimir Janko (89), Kroatisch wiskundige[60]
- Sergej Jasjin (60), Russisch ijshockeyer[61]
- Pierre Klees (88), Belgisch bedrijfsleider, bestuurder en topambtenaar[62]
- Theo Van Moer (81), Belgisch atleet[63]
- Ton Vijverberg (94), Nederlands organist en dirigent[64]

### 13 april
- Letizia Battaglia (87), Italiaans journaliste en fotografe[65]
- Michel Bouquet (96), Frans acteur[66]
- Wolfgang Fahrian (80), Duits voetballer[67]
- Lennart Hegland (79), Zweeds muzikant[68]
- David Luteijn (78), Nederlands politicus[69]
- Gloria Parker (100), Amerikaans muzikante[70]
- Freddy Rincón (55), Colombiaans voetballer[71]
- Thomas Rosenlöcher (74), Duits schrijver[72]

### 14 april
- Alex Brenninkmeijer (70), Nederlands jurist en Nationale Ombudsman[73]
- Rio Hackford (51), Amerikaans acteur[74]
- Orlando Julius (78), Nigeriaans Amerikaans muzikant,bandleider, zanger[75]
- Paul Pope (63), Canadees film- en tv-producent[76]
- Dolf de Vries (65), Nederlands pianist en arrangeur[77]

### 15 april
- Bernhard Germeshausen (70), Duits bobsleeër[78]
- Jaap Gutker (86), Nederlands burgemeester[79][80]
- Michael O'Kennedy (86), Iers politicus[81]
- Jack Newton (72), Australisch golfer[82]
- Nigel Pearson (52), Brits dartscommentator[83]
- Charles Henry Plumb (97), Brits politicus[84]
- Liz Sheridan (93), Amerikaans actrice[85]

### 16 april
- Gerrit van Dijk (82), Nederlands hoogleraar wis- en natuurkunde[86][87]
- Rosario Ibarra (95), Mexicaans feministe, politiek activiste en politica[88]
- Henk Jan de Jonge (78), Nederlands hoogleraar[89]
- Rhoda Kadalie (68), Zuid-Afrikaans mensenrechtenactiviste, feministe en journaliste[90]
- Henk Lanting (71), Nederlands muzikant, tekenaar en tekstschrijver[91]
- Joachim Streich (71), Duits voetballer[92]

### 17 april
- Polo de Haas (88), Nederlands pianist[93]
- Radu Lupu (76), Roemeens pianist[94]
- Gilles Remiche (43), Belgisch filmregisseur en acteur[95]
- Kay Slay (55), Amerikaans dj[96]
- Catherine Spaak (77), Belgisch-Frans-Italiaans actrice en zangeres[97]
- Pim Wallis de Vries (74), Nederlands theaterproducent, impresario en schouwburgdirecteur[98]

### 18 april
- Nicholas Angelich (51), Amerikaans pianist[99]
- Harrison Birtwistle (87), Brits componist[100]
- Hermann Nitsch (83), Oostenrijks kunstenaar[101]

### 19 april
- Brad Ashford (72), Amerikaans politicus[102]
- Mike Gregory (65), Brits darter[103]
- Gert Hekma (70), Nederlands socioloog[104]
- Sandra Pisani (63), Australisch hockeyster[105]
- Kane Tanaka (119), Japans supereeuwelinge en oudste levende mens ter wereld[106]
- Freeman Williams (65), Amerikaans basketballer[107]

### 20 april
- Franco Adami (89), Italiaans beeldhouwer[108]
- Javier Lozano Barragán (89), Mexicaans kardinaal[109]
- Hilda Bernard (101), Argentijns actrice[110]
- Erwina Ryś-Ferens (67), Pools langebaanschaatsster[111]
- Robert Morse (90), Amerikaans acteur[112]
- Guitar Shorty (87), Amerikaans bluesmuzikant[113]

### 21 april
- Mwai Kibaki (90), Keniaans politicus; president 2002-2013[114]
- Iván Markó (75), Hongaars balletdanser, dansartiest en choreograaf[115]
- Jacques Perrin (80), Frans acteur[116]

### 22 april
- Guy Lafleur (70), Canadees ijshockeyer[117]
- Jan Rot (64), Nederlands zanger, componist en schrijver[118]
- Theo Uittenbogaard (76), Nederlands programmamaker[119]
- Luc van Zutphen (92), Nederlands hoogleraar en bestuurder[120]
- Viktor Zvjahintsev (71), Oekraïens voetballer[121]

### 23 april
- Daniel Bardet (79), Frans stripboekschrijver[122]
- Orrin Hatch (88), Amerikaans politicus[123]
- Arno Hintjens (72), Belgisch zanger[124]

### 24 april
- Josep Massot i Muntaner (80), Spaans monnik, filoloog, historicus, uitgever en essayist[125]
- Dick Mentink (79), Nederlands hoogleraar onderwijsrecht[126]
- Willi Resetarits (73), Oostenrijks zanger, cabaretier en mensenrechtactivist[127]
- Gerhard Track (87), Oostenrijks componist, muziekpedagoog en dirigent[128]

### 25 april
- Susan Jacks (73), Canadees singer-songwriter en platenproducent[129]
- Henny Vrienten (73), Nederlands componist, gitarist, pianist en zanger[130]
- Nico Westerhof (84), Nederlands hoogleraar[131]
- Andrew Woolfolk (71), Amerikaans saxofonist[132]

### 26 april
- Mareike Geys (77), Nederlands beeldend kunstenares[133]
- Klaus Schulze (74), Duits componist en uitvoerder van elektronische muziek[134]

### 27 april
- Gilbert Fesselet (94), Zwitsers voetballer[135]
- Carlos García Cambón (73), Argentijns voetballer[136]
- Jossara Jinaro (48), Braziliaans-Amerikaans actrice[137]
- Bernard Pons (95), Frans politicus[138]
- Kenneth Tsang (86), Chinees acteur[139]
- Carlos Amigo Vallejo (87), Spaans kardinaal[140]

### 28 april
- Leo Beerendonk (84), Nederlands voetballer[141]
- Juan Diego (79), Spaans acteur[142]
- Nantko Dodde (90), Nederlands hoogleraar[143]

### 29 april
- Joanna Barnes (87), Amerikaans actrice[144]
- David Birney (83), Amerikaans acteur[145]
- Mike Hagerty (67), Amerikaans acteur[146]
- Martin Kruse (93), Duits theoloog en bisschop[147]

### 30 april
- Frans Cools (93), Belgisch ingenieur[148]
- Ray Fenwick (75), Brits rockzanger, -gitarist en -toetsenist[149]
- Ron Galella (91), Amerikaans fotograaf en paparazzo[150]
- Naomi Judd (76), Amerikaans countryzangeres[151]
- Meinard Kraak (86), Nederlands baritonzanger[152]
- Mino Raiola (54), Italiaans-Nederlands voetbalmakelaar[153]

### Datum onbekend
- David Moszkowicz (71), Nederlands jurist[154]

januari ·
februari ·
maart ·
april ·
mei ·
juni ·
juli ·
augustus ·
september ·
oktober ·
november ·
december
1900 ·
1901 ·
1902 ·
1903 ·
1904 ·
1905 ·
1906 ·
1907 ·
1908 ·
1909 ·
1910 ·
1911 ·
1912 ·
1913 ·
1914 ·
1915 ·
1916 ·
1917 ·
1918 ·
1919 ·
1920 ·
1921 ·
1922 ·
1923 ·
1924 ·
1925 ·
1926 ·
1927 ·
1928 ·
1929 ·
1930 ·
1931 ·
1932 ·
1933 ·
1934 ·
1935 ·
1936 ·
1937 ·
1938 ·
1939 ·
1940 ·
1941 ·
1942 ·
1943 ·
1944 ·
1945 ·
1946 ·
1947 ·
1948 ·
1949 ·
1950 ·
1951 ·
1952 ·
1953 ·
1954 ·
1955 ·
1956 ·
1957 ·
1958 ·
1959 ·
1960 ·
1961 ·
1962 ·
1963 ·
1964 ·
1965 ·
1966 ·
1967 ·
1968 ·
1969 ·
1970 ·
1971 ·
1972 ·
1973 ·
1974 ·
1975 ·
1976 ·
1977 ·
1978 ·
1979 ·
1980 ·
1981 ·
1982 ·
1983 ·
1984 ·
1985 ·
1986 ·
1987 ·
1988 ·
1989 ·
1990 ·
1991 ·
1992 ·
1993 ·
1994 ·
1995 ·
1996 ·
1997 ·
1998 ·
1999 ·
2000 ·
2001 ·
2002 ·
2003 ·
2004 ·
2005 ·
2006 ·
2007 ·
2008 ·
2009 ·
2010 ·
2011 ·
2012 ·
2013 ·
2014 ·
2015 ·
2016 ·
2017 ·
2018 ·
2019 ·
2020 ·
2021 ·
2022 ·
2023 ·
2024 ·
2025